# Hedlundia
Genre
Hedlundia est un genre de plantes à fleurs de la famille des Rosaceae. Il regroupe des espèces hybridogènes issues de croisements entre les genres Aria et Sorbus.

## Étymologie
Ce genre est dédicacé à Johan Teodor Hedlund (es) (1861-1953), botaniste suédois spécialiste du genre Sorbus.

## Description

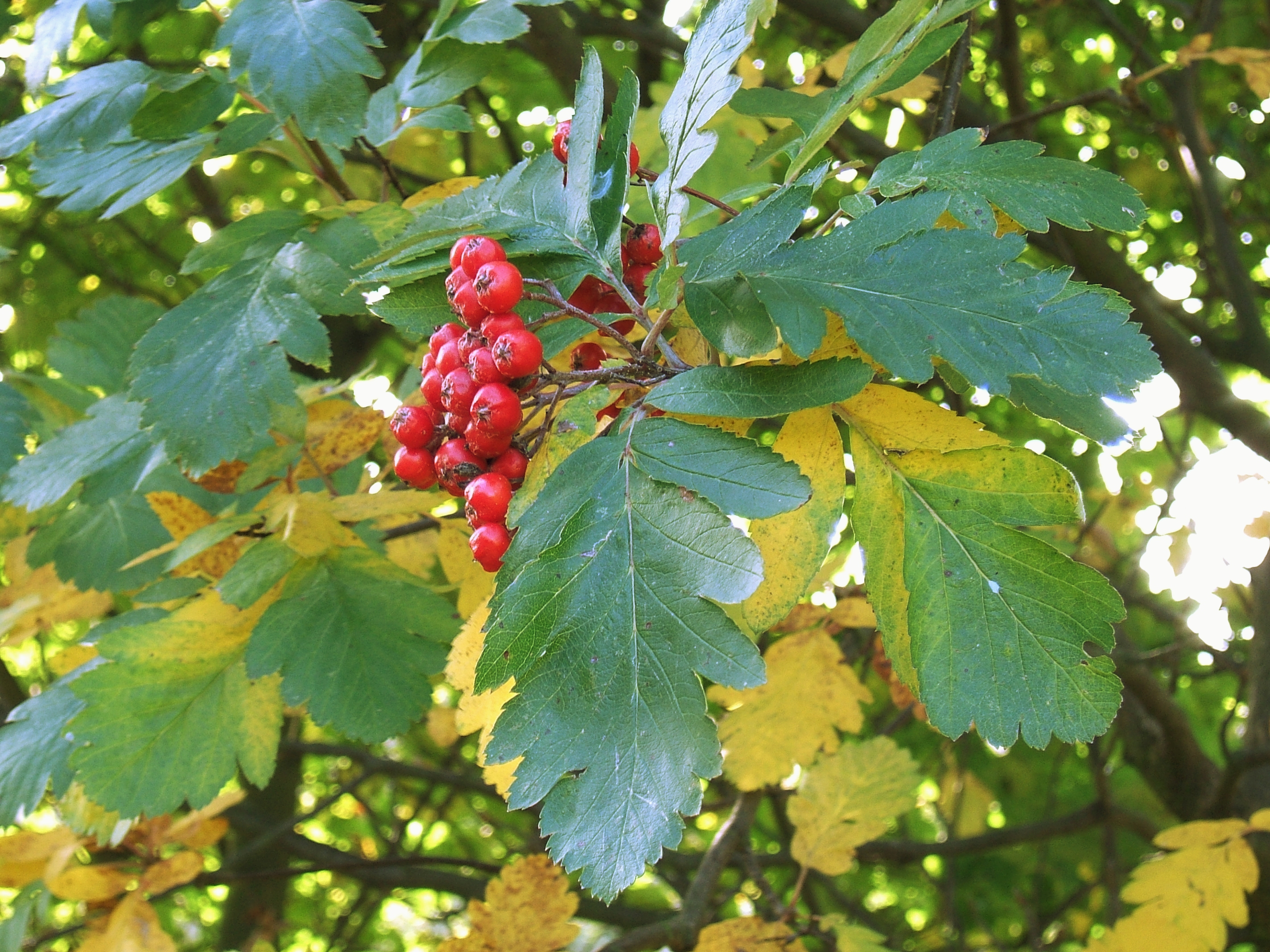
Hedlundia hybrida, l'espèce type.

Ce sont de petits arbres ou arbustes à feuilles simples, pennatilobées ou pennées à la base, blanches ou verdâtres en dessous, avec 7 à 15 paires de nervures latérales, avec des lobes petits à proéminents, longs, subaigus à obtus ou des folioles à la base, avec un nombre variable de dents. Les fleurs ont les pétales blancs et contiennent deux ou trois styles. Les fruits sont de taille moyenne, rouge à cramoisi, avec quelques petites lenticelles éparses.

## Taxinomie
Ce genre a été décrit en 2017 à la suite d'analyses phylogénétiques, pour prendre en compte les taxons hybridogènes issus de croisements entre diverses espèces des genres Aria et Sorbus. Il est traité comme un genre et non comme un nothogenre. L'espèce type est Hedlundia hybrida.
Hedlundia a pour synonymes, :
- Sorbus sect. Lobatae Gabrieljan
- Sorbus sect. Duales Zaik.
- Sorbus subgen. Soraria Májovský & Bernátová

## Liste des espèces
Selon Plants of the World online (POWO) (17 février 2024) :
- Hedlundia abscondita (Kovanda) Sennikov & Kurtto
- Hedlundia anglica (Hedl.) Sennikov & Kurtto
- Hedlundia armeniaca (Hedl.) Mezhenskyj
- Hedlundia arranensis (Hedl.) Sennikov & Kurtto
- Hedlundia austriaca (Beck) Sennikov & Kurtto
- Hedlundia borbasii (Jáv.) Sennikov & Kurtto
- Hedlundia bosniaca (Hajrud., Frajman, Schönsw. & Bogunić) Sennikov & Kurtto
- Hedlundia buekkensis (Soó) Sennikov & Kurtto
- Hedlundia cuneifolia (T.C.G.Rich) Sennikov & Kurtto
- Hedlundia gauckleri (N.Mey.) Sennikov & Kurtto
- Hedlundia harziana (N.Mey.) Sennikov & Kurtto
- Hedlundia hazslinszkyana (Soó) Sennikov & Kurtto
- Hedlundia hohenesteri (N.Mey.) Sennikov & Kurtto
- Hedlundia hornadensis (Mikoláš) Sennikov & Kurtto
- Hedlundia hybrida (L.) Sennikov & Kurtto
- Hedlundia kuznetzovii (Zinserl.) Mezhenskyj
- Hedlundia lancifolia (Hedl.) Sennikov & Kurtto
- Hedlundia legrei (Cornier) Sennikov & Kurtto
- Hedlundia leyana (Wilmott) Sennikov & Kurtto
- Hedlundia lonetalensis (S.Hammel & Haynold) Sennikov & Kurtto
- Hedlundia luristanica (Bornm.) Mezhenskyj
- Hedlundia meinichii (Lindeb. ex Hartm.) Sennikov & Kurtto
- Hedlundia minima (Ley) Sennikov & Kurtto
- Hedlundia motleyi (T.C.G.Rich) Sennikov & Kurtto
- Hedlundia mougeotii (Soy.-Will. & Godr.) Sennikov & Kurtto
- Hedlundia neglecta (Hedl.) Sennikov & Kurtto
- Hedlundia neopinnatifida (P.D.Sell) Sennikov & Kurtto
- Hedlundia pauca (M.Lepší & P.Lepší) Sennikov & Kurtto
- Hedlundia pekarovae (Májovský & Bernátová) Sennikov & Kurtto
- Hedlundia persica (Hedl.) Mezhenskyj
- Hedlundia pseudofennica (E.F.Warb.) Sennikov & Kurtto
- Hedlundia pseudomeinichii (Ashley Robertson) Sennikov & Kurtto
- Hedlundia pseudothuringiaca (Düll) Sennikov & Kurtto
- Hedlundia pulchra (N.Mey.) Sennikov & Kurtto
- Hedlundia roopiana (Bordz.) Sennikov & Kurtto
- Hedlundia scannelliana (T.C.G.Rich) Sennikov & Kurtto
- Hedlundia scepusiensis (Kovanda) Sennikov & Kurtto
- Hedlundia schwarziana (N.Mey.) Sennikov & Kurtto
- Hedlundia semipinnata (Borbás) Sennikov & Kurtto
- Hedlundia sognensis (Hedl. ex Sennikov, Hjertson & Salvesen) Sennikov & Kurtto
- Hedlundia subarranensis (Hyl. ex Sennikov, Hjertson & Salvesen) Sennikov & Kurtto
- Hedlundia subpinnata (Hedl.) Sennikov & Kurtto
- Hedlundia subsimilis (Hedl.) Sennikov & Kurtto
- Hedlundia takhtajanii (Gabrieljan) Mezhenskyj
- Hedlundia tamamschjanae (Gabrieljan) Mezhenskyj
- Hedlundia teodori (Liljef.) Sennikov & Kurtto
- Hedlundia thuringiaca (Nyman) Sennikov & Kurtto
- Hedlundia velebitica (Kárpáti) Sennikov & Kurtto